# بالکن مهدیان
بالکن مهدیان مربوط به دوره پهلوی است و در اهواز، بیمارستان امام خمینی، از پلاک ۴۱۸ تا ۴۸۸ واقع شده و این اثر در تاریخ ۱ مهر ۱۳۸۲ با شمارهٔ ثبت ۱۰۴۳۸ به‌عنوان یکی از آثار ملی ایران به ثبت رسیده است.